# Portofino
Portofino (Portofin /pɔrtuˈfiŋ/ in ligure) è un comune italiano di 355 abitanti della città metropolitana di Genova in Liguria.

## Geografia fisica

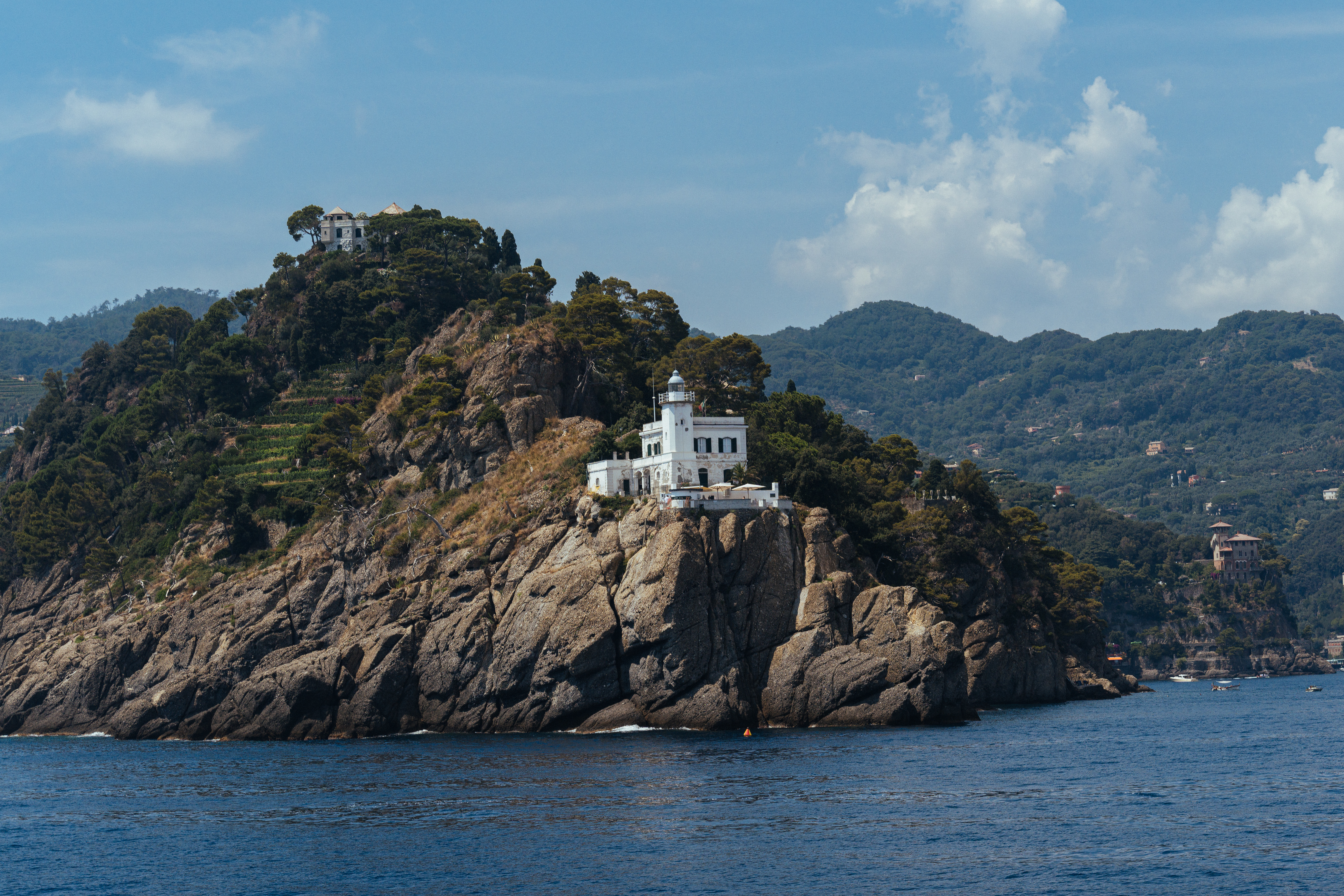
Il faro di Portofino

Il territorio comunale è situato nella parte occidentale del golfo del Tigullio, in una baia ai piedi dell'omonimo promontorio, ad est di Genova, segnando di fatto il confine geografico tra il Golfo Paradiso e il Tigullio. Tra le altre vette del territorio vi è il monte Pollone.
L'intero territorio comunale è compreso nel Parco naturale regionale di Portofino e nell'Area naturale marina protetta Portofino.

## Storia

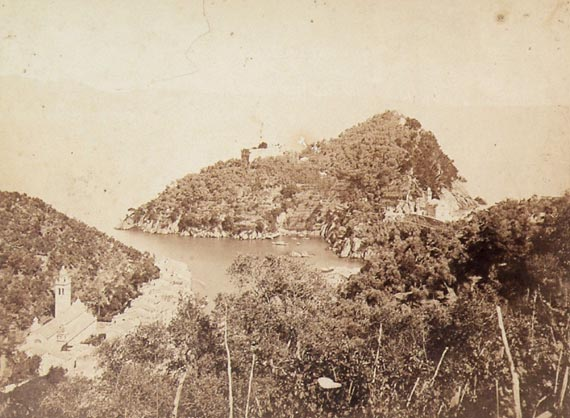
Il borgo e il promontorio in una foto di Alfred Noack databile al 1865

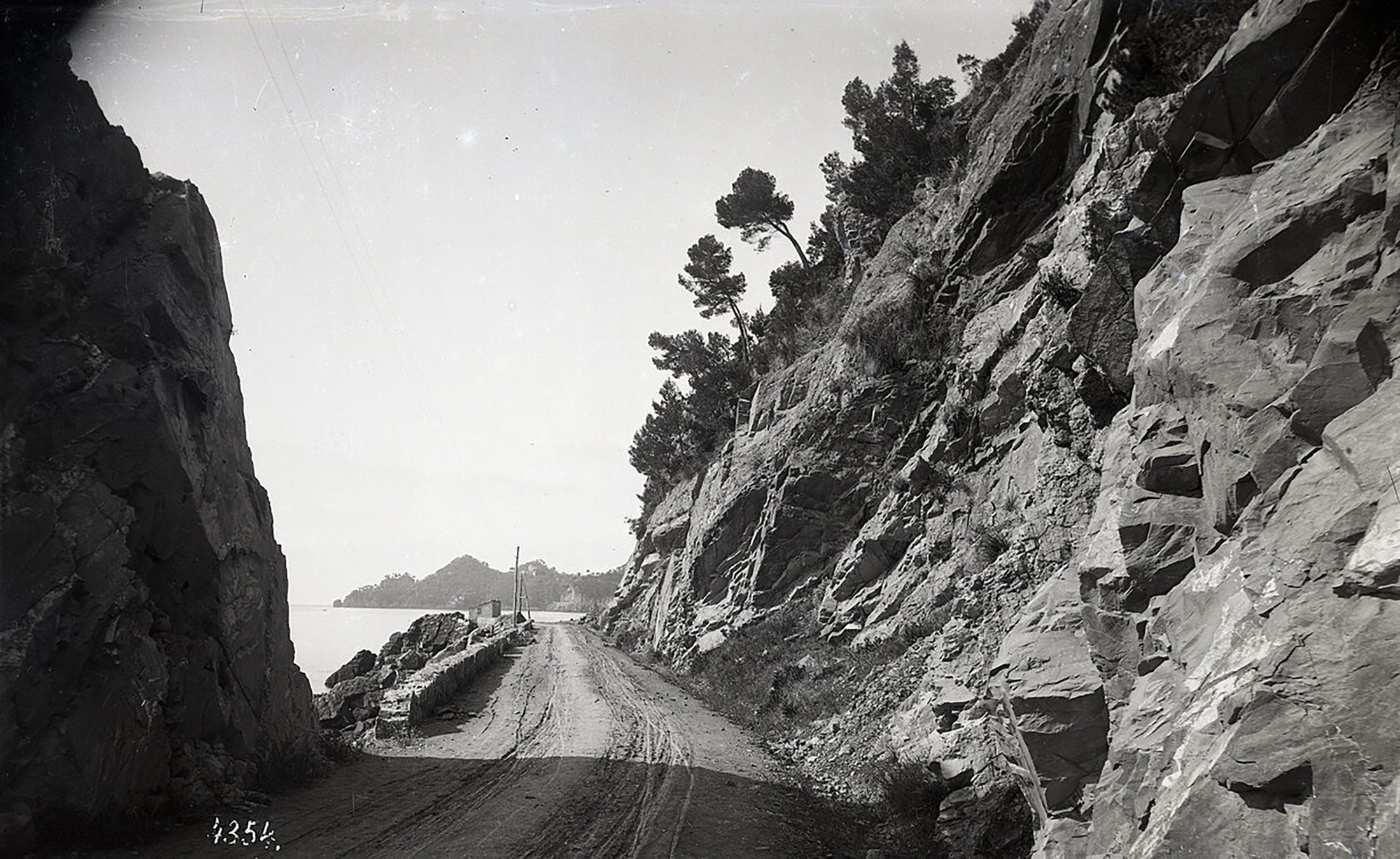
La strada a Portofino alla fine dell'Ottocento

I Tigulli abitarono l'area della val Fontanabuona e dell’attuale golfo Tigullio fino al promontorio di Portofino. Tale popolazione di Celti-Liguri abitanti di Portofino, furono, già a partire dall'VIII secolo a.C., piuttosto evoluti e dediti al commercio e agli scambi commerciali via mare con altre popolazioni del Mediterraneo.
Secondo Plinio il Vecchio, il borgo di Portofino aveva durante l'Impero romano il nome di Portus Delphini, tra Genova e il golfo del Tigullio dovuto, forse, per la grande popolazione di questi animali (i delfini) nel golfo tigullino o secondo il saggista locale Giulio Miscosi per l'abilità a navigare con maestria le coste.
Il villaggio venne citato in un diploma del 986 di Adelaide di Borgogna, moglie di Lotario II d'Italia, nella quale fu ufficializzata la donazione del borgo alla vicina abbazia colombaniana di San Fruttuoso di Camogli.
Un documento degli annali di Bernardo Marangone, risalente al 1072, cita il fallimentare assalto della flotta navale della Repubblica di Pisa, atto contrastato vittoriosamente dagli stessi abitanti portofinesi.
Nel 1175 il piccolo borgo marinaro fu sottoposto al controllo amministrativo, assieme all'attigua Santa Margherita Ligure, del libero comune di Rapallo, che acquistò i diritti sul borgo per 70 lire genovesi per conto dei consoli rapallesi.
A partire dal 1229 divenne parte integrante della Repubblica di Genova, così come l'intero territorio rapallese, ora sede della locale podesteria, divenendo quasi rifugio della marina mercantile genovese grazie al suo porto naturale.
Nel 1409, dopo l'allontanamento da Genova del re Carlo VI di Francia, quest'ultimo vendette il borgo a Firenze, ma saranno gli stessi Fiorentini a restituire in seguito Portofino alla repubblica genovese.

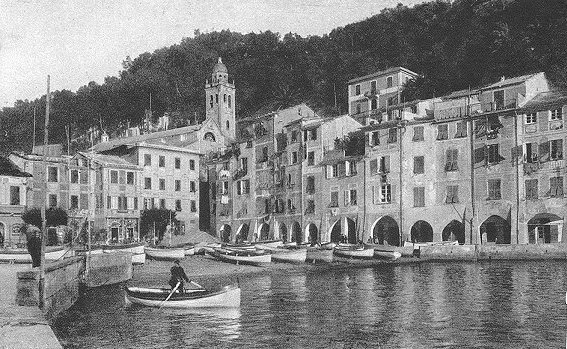
La "piazzetta" in una fotografia di fine Ottocento

Durante il XV secolo subì diversi passaggi di amministrazione delle più potenti famiglie feudali del tempo; nel 1425 divenne possedimento della famiglia Fregoso - nella persona specifica di Tomaso Fregoso, già doge della Repubblica di Genova e signore di Sarzana - infeudando il borgo per cinque anni. Dal 1430 furono gli Spinola i signori del feudo, alla guida di Francesco Spinola, amministrando il governo del paese per ben quindici anni. Nel 1445 Portofino fu sottratto agli Spinola da Giovanni Antonio Fieschi; secondo gli storici per puro atto dimostrativo, poiché fu lo stesso Fieschi a riconsegnare in tempi brevi il borgo ai Genovesi.
Fu ancora un discendente della famiglia Fregoso, Pietro, ad ottenere dal 1459 un breve periodo di governo del paese.
L'alleanza politica e soprattutto militare tra gli Adorno e i Fieschi con il duca di Milano Francesco Sforza portarono, nel 1513, ad un vero e proprio assedio del borgo. Prontamente lo stato genovese, con un contingente di circa 4.000 unità, riuscì a riportare la supremazia della "Superba" in paese sconfiggendo, tra l'altro, gli uomini dell'ammiraglio Andrea Doria corsi in aiuto via mare al castellano Filippino Fieschi.

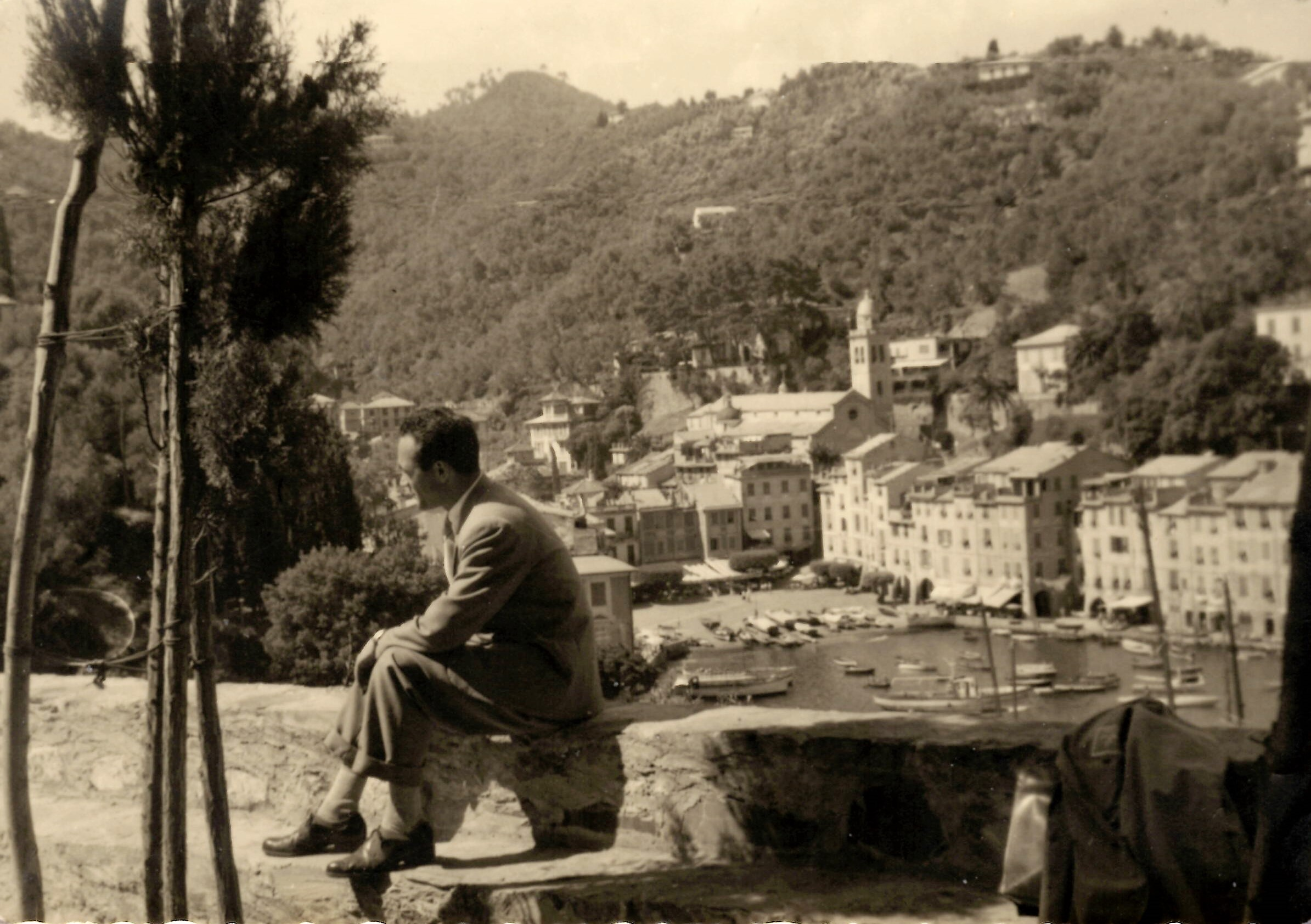
Portofino in una fotografia degli anni '50

Dopo la congiura dei Fieschi del 1547 il territorio fu preso dallo stesso Andrea Doria. Dal 1608 venne inserito nei territori del capitaneato di Rapallo.
Nel 1797 con la dominazione francese di Napoleone Bonaparte la costituita municipalità di Portofino rientrò dal 2 dicembre nel dipartimento del Golfo del Tigullio, con capoluogo Rapallo, all'interno della Repubblica Ligure. Dal 28 aprile del 1798 con i nuovi ordinamenti francesi, Portofino rientrò nel "III cantone", capoluogo Santa Margherita, della giurisdizione del Tigullio e dal 1803 centro principale del "II cantone "del golfo del Tigullio nella giurisdizione dell'Entella. Infine, venne annesso al Primo Impero francese, e dal 13 giugno 1805 al 1814 venne inserito nel dipartimento degli Appennini.
Nel 1815 fu inglobato nel Regno di Sardegna, secondo le decisioni del congresso di Vienna del 1814, che sottopose la municipalità di Portofino nella provincia di Chiavari sotto la divisione di Genova. Dal 1859 al 1926 il territorio fu compreso nel mandamento di Rapallo del circondario di Chiavari (poi soppressi) sempre nella provincia di Genova, nel nuovo Regno d'Italia.
Durante la seconda guerra mondiale nella vicina località detta Olivetta furono fucilati, nella notte del 2 e 3 dicembre del 1944, venti partigiani dai soldati fascisti, comandati da Siegfried Engel: tale evento è ricordato dagli storici come l'eccidio dell'Olivetta.
Al referendum istituzionale del 1946, gli elettori portofinesi - nella circoscrizione elettorale Genova-Imperia-La Spezia-Savona - votarono con pochissimo scarto per il mantenimento della Monarchia sabauda col 50,2% (315 voti) contro il 49,7% (312 voti) che invece scelse la Repubblica.

### Simboli
Stemma
Gonfalone

## Monumenti e luoghi d'interesse

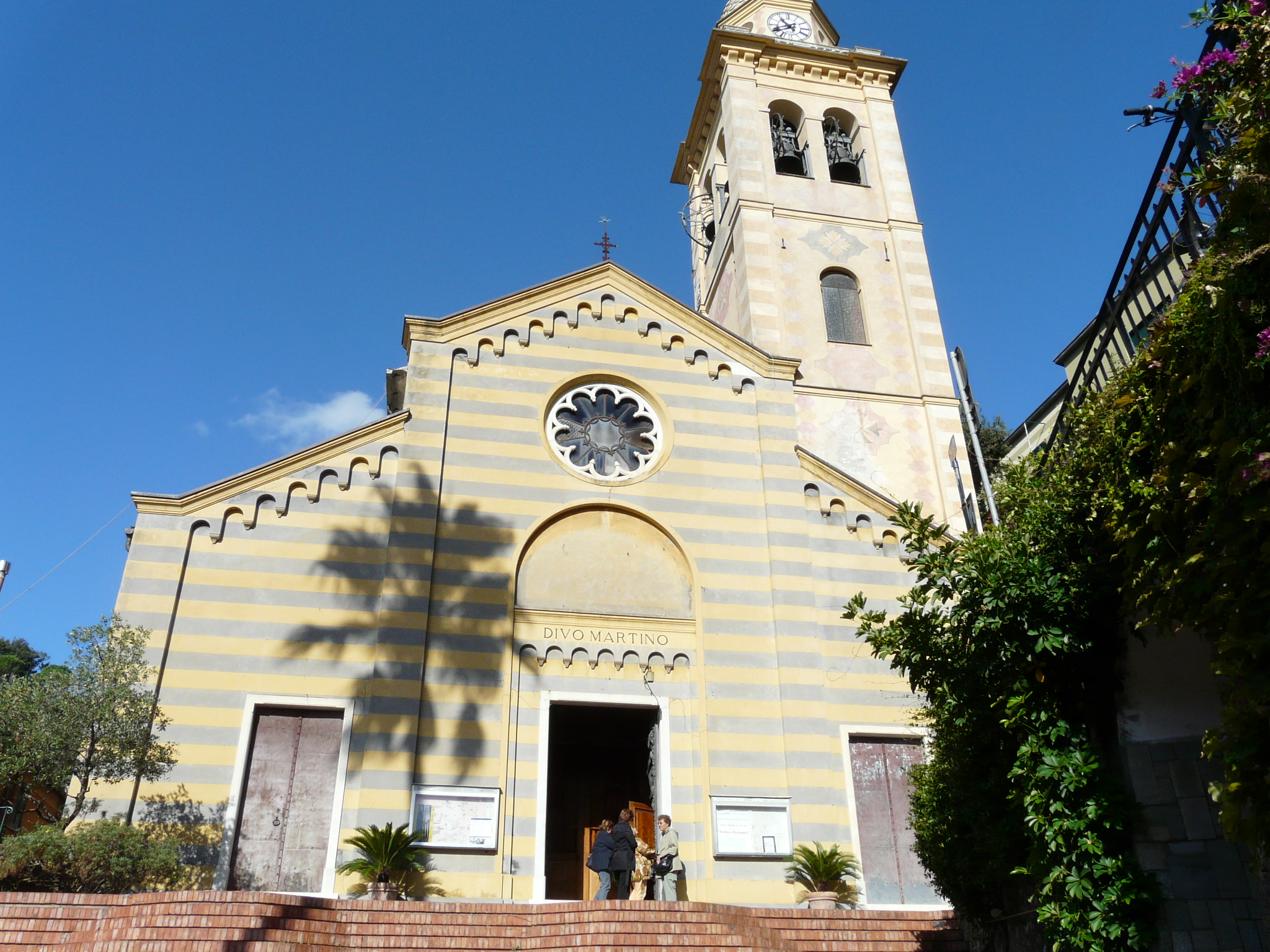
La chiesa del Divo Martino

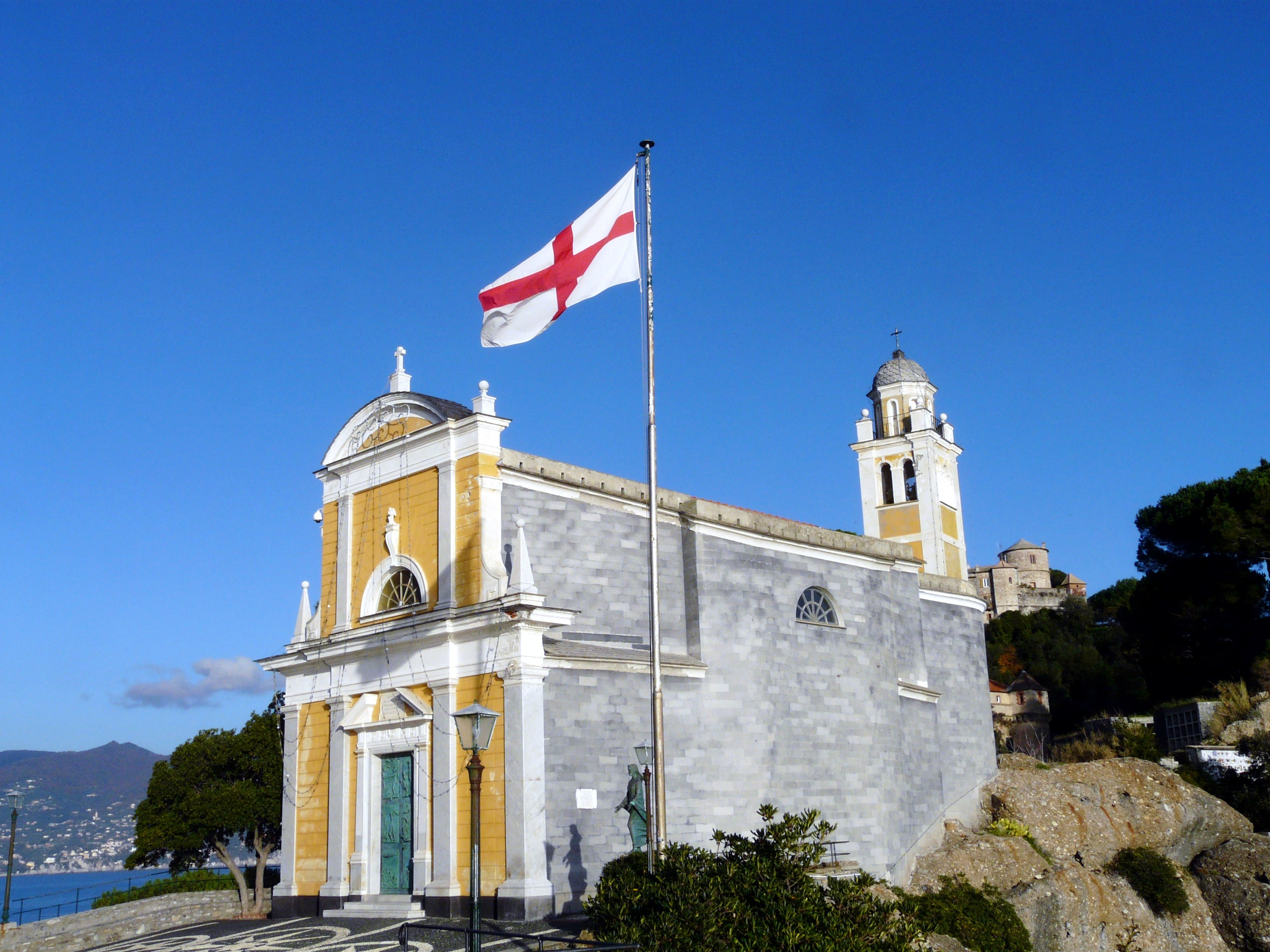
La chiesa di San Giorgio

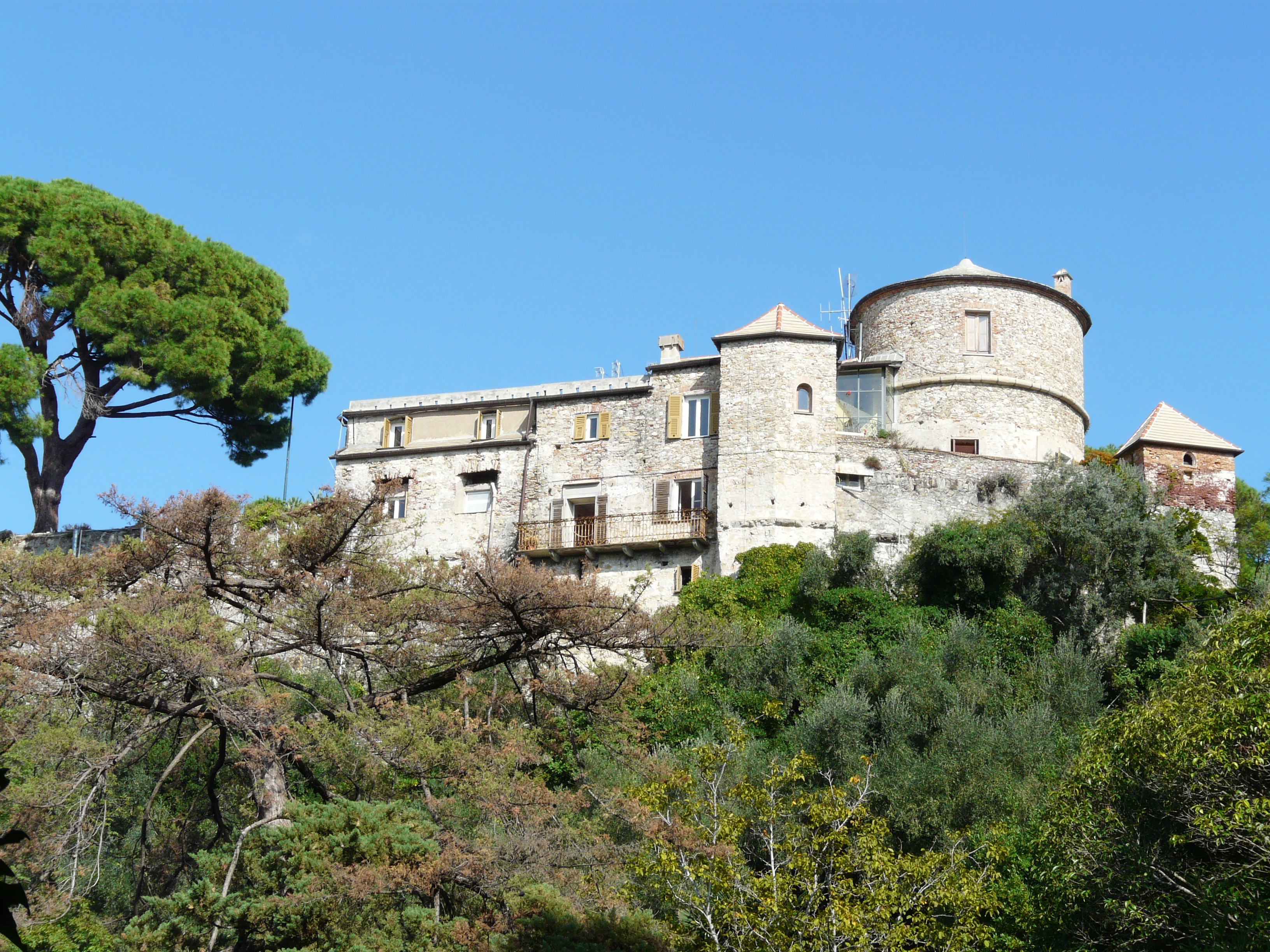
Il castello Brown

### Architetture religiose
- Chiesa parrocchiale del Divo Martino presso il borgo più antico di Portofino.
- Chiesa di San Giorgio, al di fuori del borgo in posizione dominante, risalente al XII secolo e ricostruita interamente nelle sue forme settecentesche dopo il bombardamento nella seconda guerra mondiale.
- Oratorio di Nostra Signora dell'Assunta nel centro storico, sede della confraternita omonima, quest'ultima fondata dalla stessa comunità dei Disciplinanti nel XIV secolo. Nel corso del XV secolo subì diverse modifiche strutturali che ne modificarono ampiamente l'aspetto originario trecentesco.
- Cappella di San Sebastiano, al di fuori del centro abitato, edificata nel XVII secolo.

### Architetture civili
- Eremo o romitorio di Sant'Antonio di Niasca nell'omonima località. Ubicato all'interno della valletta del Niasca tra la località di Paraggi e Portofino, raggiungibile solo attraverso un sentiero boschivo, fu costruito nel XIII secolo ed in seguito ampliato nel corso del XIX secolo; il sito è citato in un documento del 1318[14]. Nel 2010 è nuovamente visitabile dopo un restauro curato, tra gli altri enti, dall'Ente Parco di Portofino.
- Villa Altachiara, eretta da Henry Herbert, IV conte di Carnarvon nel 1874.
- Villa Beatrice, progettata dall'architetto Gino Coppedè ed eretta verso il 1913.
- Faro di Portofino, edificato nel 1917, di proprietà della Marina Militare.

### Architetture militari
- Castello Brown, già fortezza di San Giorgio, del XV secolo.
- Castello di San Giorgio del XVI secolo, già Fassio, nei pressi della chiesa di San Giorgio. La struttura si estende su 1.200 metri quadri, divisi in 12 appartamenti privati su due piani. Ha una pianta quadrata con due piccole torri angolari e un grande giardino con una terrazza a picco sul mare.
- Batteria di Punta Chiappa, complesso difensivo della 202ª batteria costiera del Regio Esercito, costruito verso la fine degli anni trenta del Novecento sul versante occidentale della penisola di Portofino. Concepita come sistema antinave a protezione del levante del golfo di Genova, la suddetta batteria si trova nel territorio comunale di Camogli.

### Aree naturali
Nel territorio comunale di Portofino è presente e preservato un sito di interesse comunitario, proposto dalla rete Natura 2000 della Liguria, per il suo particolare interesse naturale e geologico. Il sito è collocato tra i fondali dei comuni di Camogli, Portofino e Santa Margherita Ligure dove è segnalato un particolare habitat formato da praterie di posidonia oceanica, formazioni coralline e grotte semi oscure. Tra le specie animali sono presenti i pesci Epinephelus marginatus, Gobius luteus, Sciaena umbra, Sciaena mediterraneus, Sciaena ocellatus, Thalassoma pavo; le gorgonie Paramuricea clavata ed Eunicella verrucosa; i poriferi Spongia agaricina e Spongia officinalis; il mollusco Spondylus gaederopus e il corallo rosso Corallium rubrum.

### La "Piazzetta"

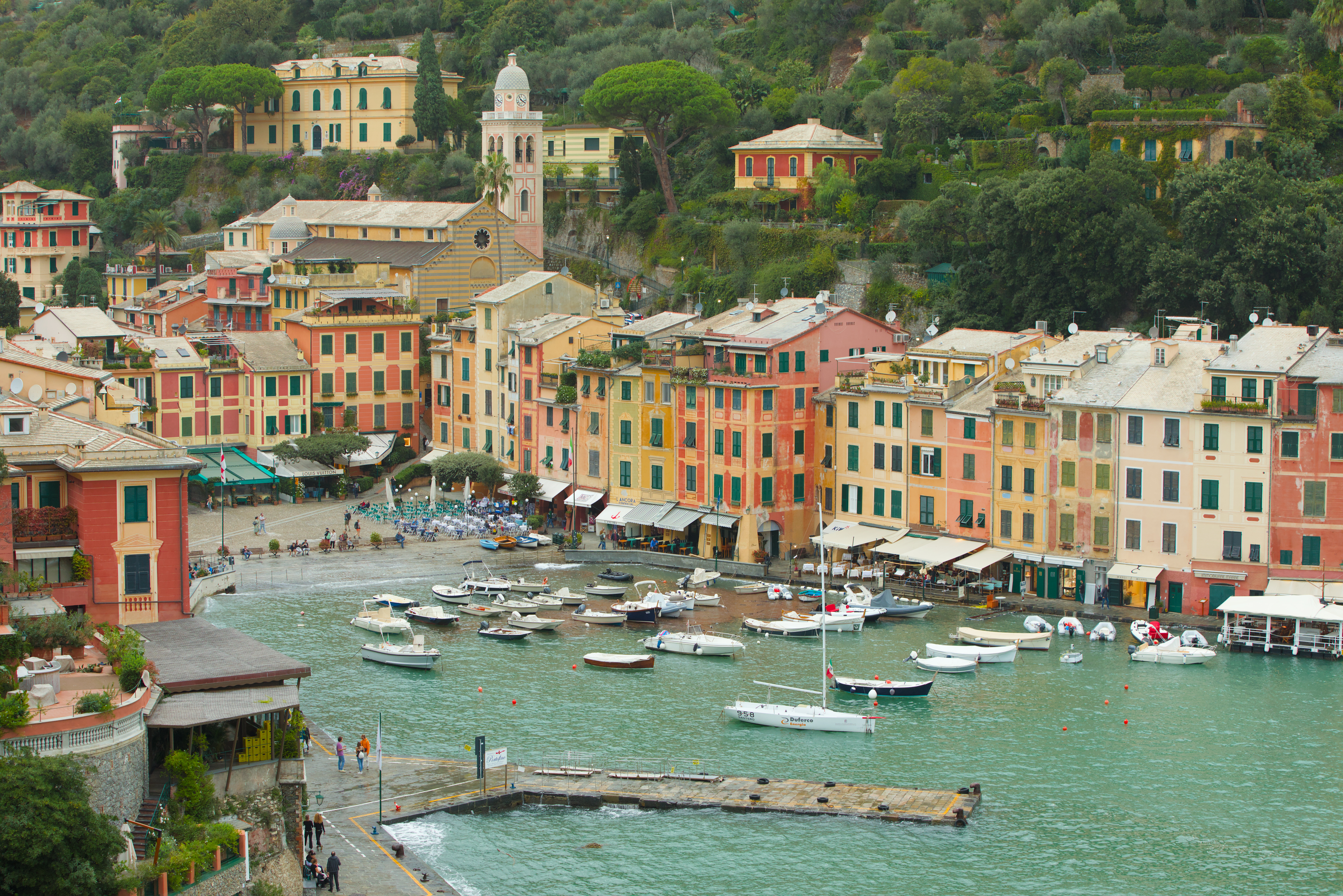
La "Piazzetta" e calata Marconi

Tra gli elementi caratteristici del nucleo storico portofinese vi è la cosiddetta "Piazzetta" (A Ciassetta, nella lingua ligure), intitolata ai Martiri dell'Olivetta. Sulla piazza, che di fatto è l'apertura verso la zona della marina, si affacciano le principali attività ricettive e commerciali e dove convergono le piccole strade interne del borgo. Ai lati della "piazzetta" si stagliano le altrettante caratteristiche abitazioni ad arco decorate con lo stile variopinto "alla genovese", soprattutto lungo la calata Guglielmo Marconi verso nord-est, e gli approdi delle imbarcazioni lungo il molo Umberto I.
La centralità e particolarità della piazza ne fa uno dei punti più turistici e mondani di Portofino, ed è stata nel luglio del 2012 riconosciuta come "Locale storico d'Italia": primo e unico attestato rilasciato dall'omonima associazione, per il suo valore storico e culturale. 

### Lungomare Amisani
Giuseppe Amisani si spense sul lungomare di Portofino, dove usualmente dipingeva, il 7 dicembre del 1941; il giorno successivo nel luogo della sua morte il Comune di Portofino ha installato una targa dedicandogli il tratto conosciuto come "Lungomare Amisani". Sorpassando la località Bocche e seguendo la strada principale, scendendo in riva al mare, si scorge la lapide in marmo con la scritta: "qui la bellezza del mondo sorrise l’ultima volta a Giuseppe Amisani pittore".

## Società

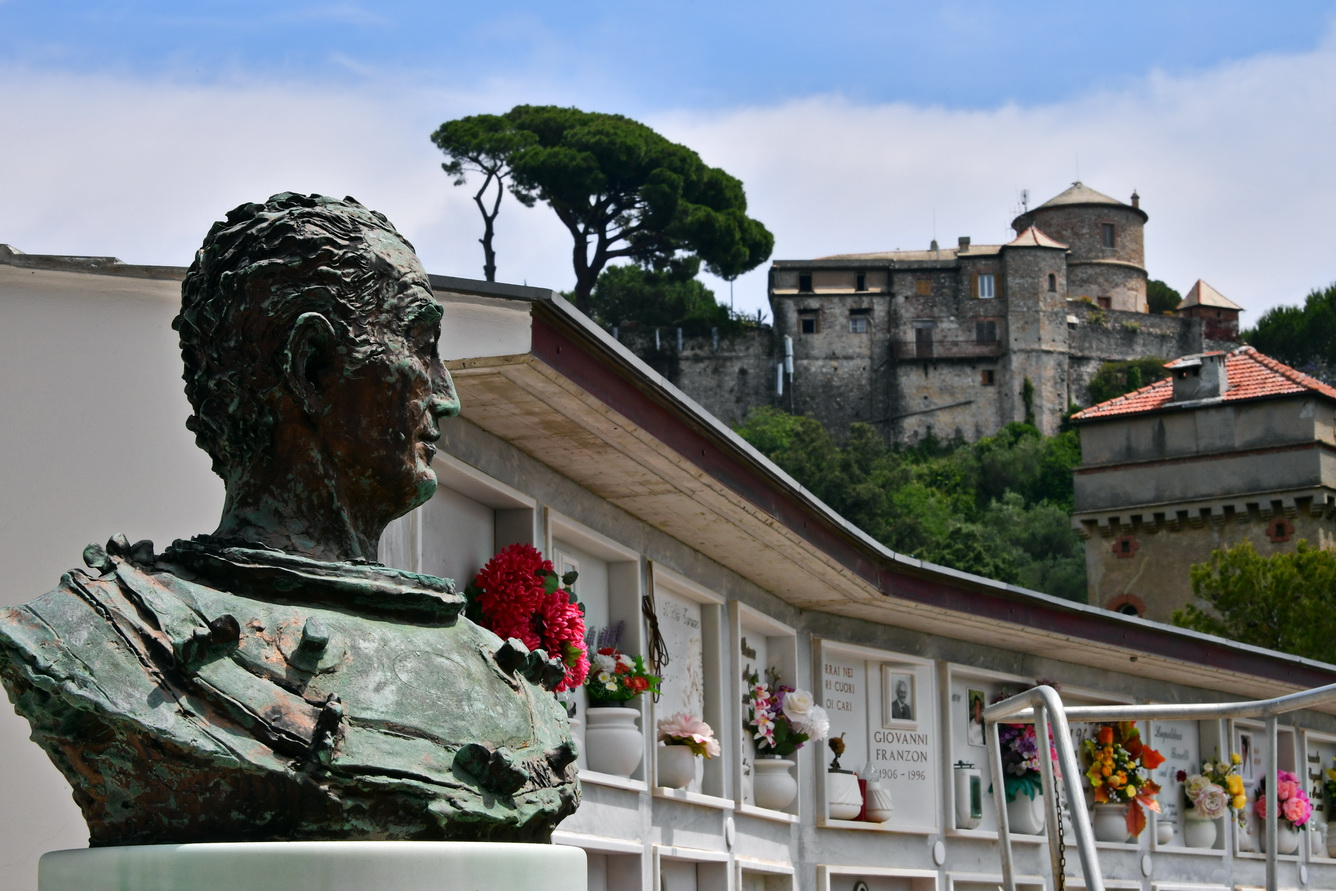
Cimitero

### Evoluzione demografica
Abitanti censiti

### Etnie e minoranze straniere
Secondo i dati Istat al 31 dicembre 2022, i cittadini stranieri residenti a Portofino sono 20.

## Cultura

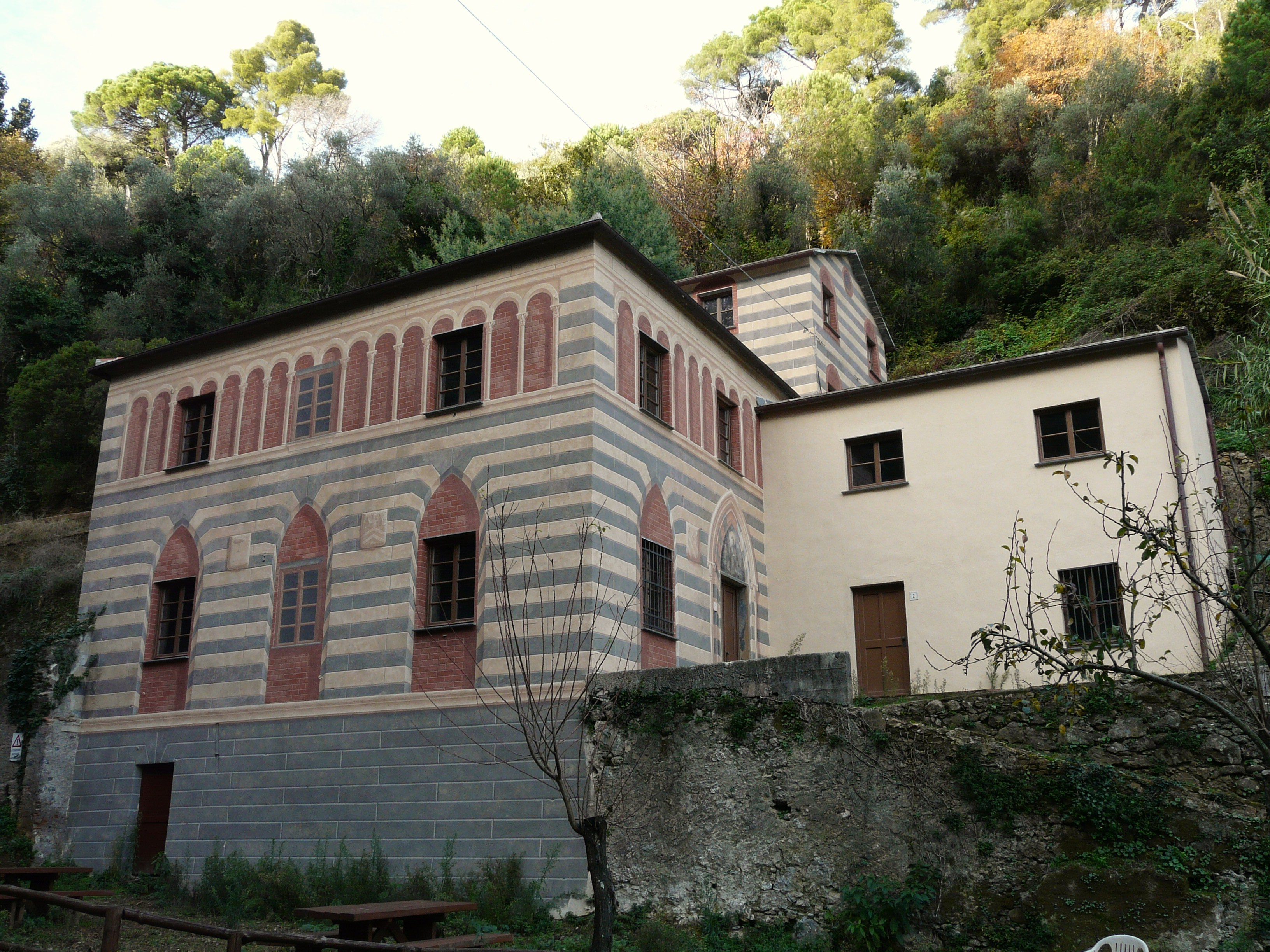
L'eremo di Sant'Antonio di Niasca

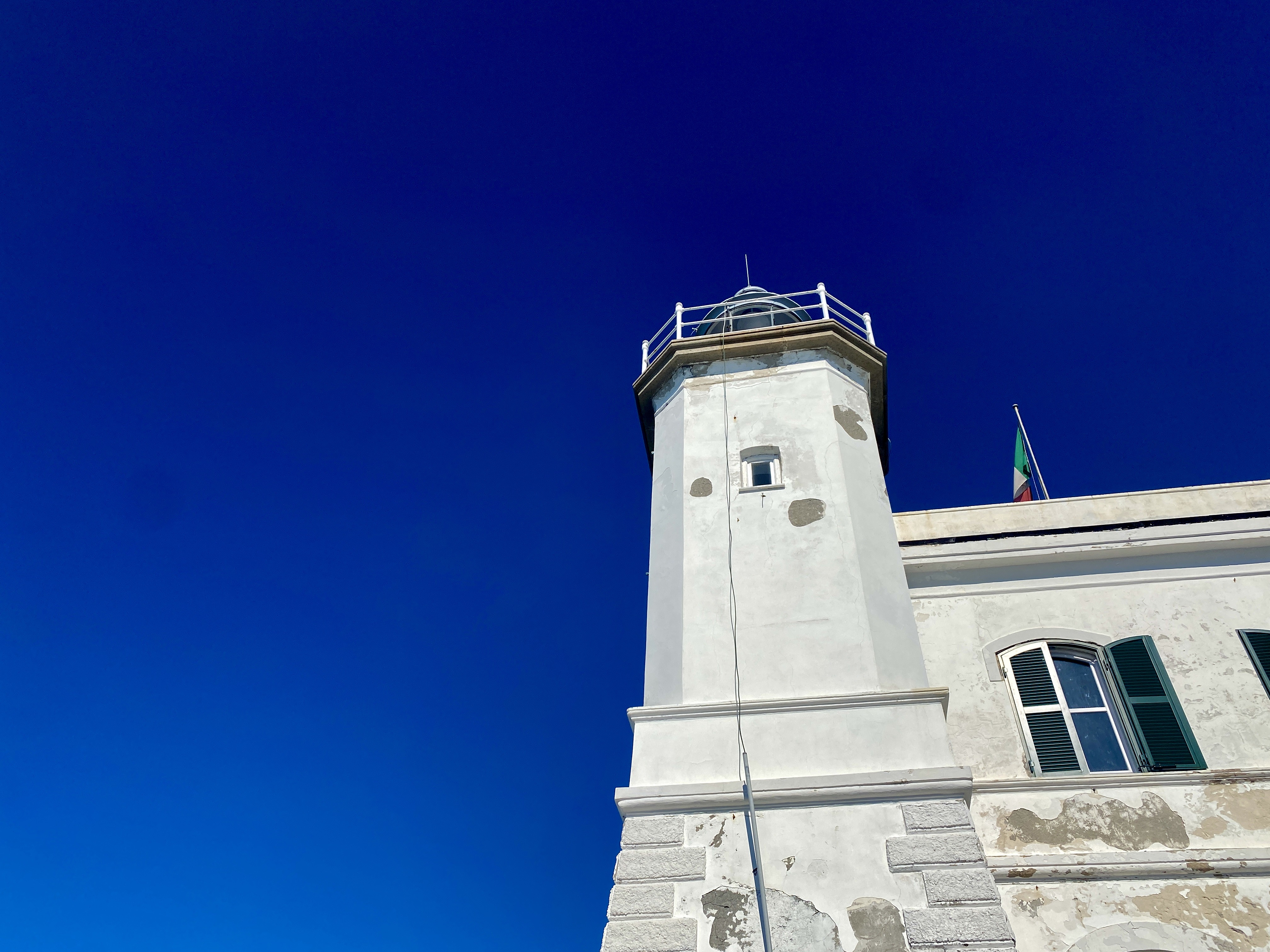
Foto ravvicinata del faro di Portofino

### Musica
L'11 e il 12 agosto 2012 il cantante e tenore Andrea Bocelli ha realizzato due concerti in "Piazzetta" per la casa discografica Sugar. Dalla registrazione e dalle riprese cinematografiche effettuate, sono stati prodotti un cd/DVD ed un film dal titolo Love in Portofino proiettato nelle sale cinematografiche di 50 paesi.
Nel 2014 la cantante Lana del Rey ha girato a Portofino il video per il suo singolo Ultraviolence, tratto dall'album omonimo. Il video, diretto da Francesco Carrozzini, allora fidanzato della cantante, vede Lana del Rey vestita da sposa e con un bouquet di gigli in mano camminare lungo un sentiero circondato dalla vegetazione per poi arrivare alla cappella di San Sebastiano, sopra Portofino.
Nel 2020 anche il gruppo musicale Il Pagante ha girato il video per il suo singolo Portofino nello stesso paese e, nello stesso anno, il cantante e musicista italo-britannico (di origini liguri) Jack Savoretti si è esibito per l'evento di beneficenza One Night in Portofino, i cui introiti sono andati all'ospedale San Martino di Genova.

### Cinema
Tra il 1957 e il 1962 a Portofino furono girati i film Appuntamento in Riviera, Pesci d'oro e bikini d'argento, Souvenir d'Italie, Tempi duri per i vampiri e Il peccato degli anni verdi.
Nel 1975 fu girata qualche scena dell'episodio "L'uomo di Portofino" ("Der Mann aus Portofino") della serie televisiva L'ispettore Derrick in cui recitò l'attore Amedeo Nazzari.
Nel 1988 sono state girate alcune scene del film Una botta di vita di Enrico Oldoini.
Nel golfo del Tigullio e a Portofino in particolare sono state girate negli anni novanta diverse pellicole cinematografiche italiane e straniere. Nel 1992 il borgo è stato il set per alcune scene del film Un incantevole aprile - ambientato negli anni venti - del regista Mike Newell con protagonisti diversi attori quali Miranda Richardson.
Sempre nel 1992, la famosa località ligure compare in alcune scene iniziali di Sognando la California, film dei fratelli Vanzina, con Maurizio Ferrini, Antonello Fassari, Nino Frassica e Massimo Boldi.
Nel 1995 i registi Michelangelo Antonioni e Wim Wenders scelsero il borgo rivierasco come sfondo del film erotico-sentimentale Al di là delle nuvole con John Malkovich e Sophie Marceau. Portofino ha inoltre ospitato negli anni duemila i cast della soap opera americana Beautiful e di quelle italiane Vivere e CentoVetrine girando alcuni episodi delle serie televisive.
Una "Portofino" è stata "ricreata" negli Stati Uniti al Portofino Bay Resort degli Universal Studios di Orlando, in Florida.
Il borgo di Portofino e altri scorci della Riviera ligure hanno ispirato i creatori del film d'animazione della Disney/Pixar - Cars 2 - quale scenario animato della tappa italiana di "Porto Corsa".
Nel 2013 vi sono state girate alcune scene del terzo film di Checco Zalone Sole a catinelle e nello stesso anno sono state girare alcune scene del film The Wolf of Wall Street di Martin Scorsese.
Nel 2021 viene prodotto, sempre per la Pixar, il lungometraggio Luca ambientato nella fittizia località di "Portorosso", che è la fusione tra Monterosso e Portofino appunto.
Nel 2022 è stata girata la serie televisiva Hotel Portofino, ambientata in un albergo di lusso in stile britannico proprio nel comune ligure nel 1926, con protagonista Natascha McElhone.

### Eventi
- Trail di Portofino, gara di trail running, all'interno del parco naturale con partenza da Santa Margherita Ligure. Il percorso di gara prevede 23 km di saliscendi per un dislivello positivo a 1250 metri.

## Geografia antropica

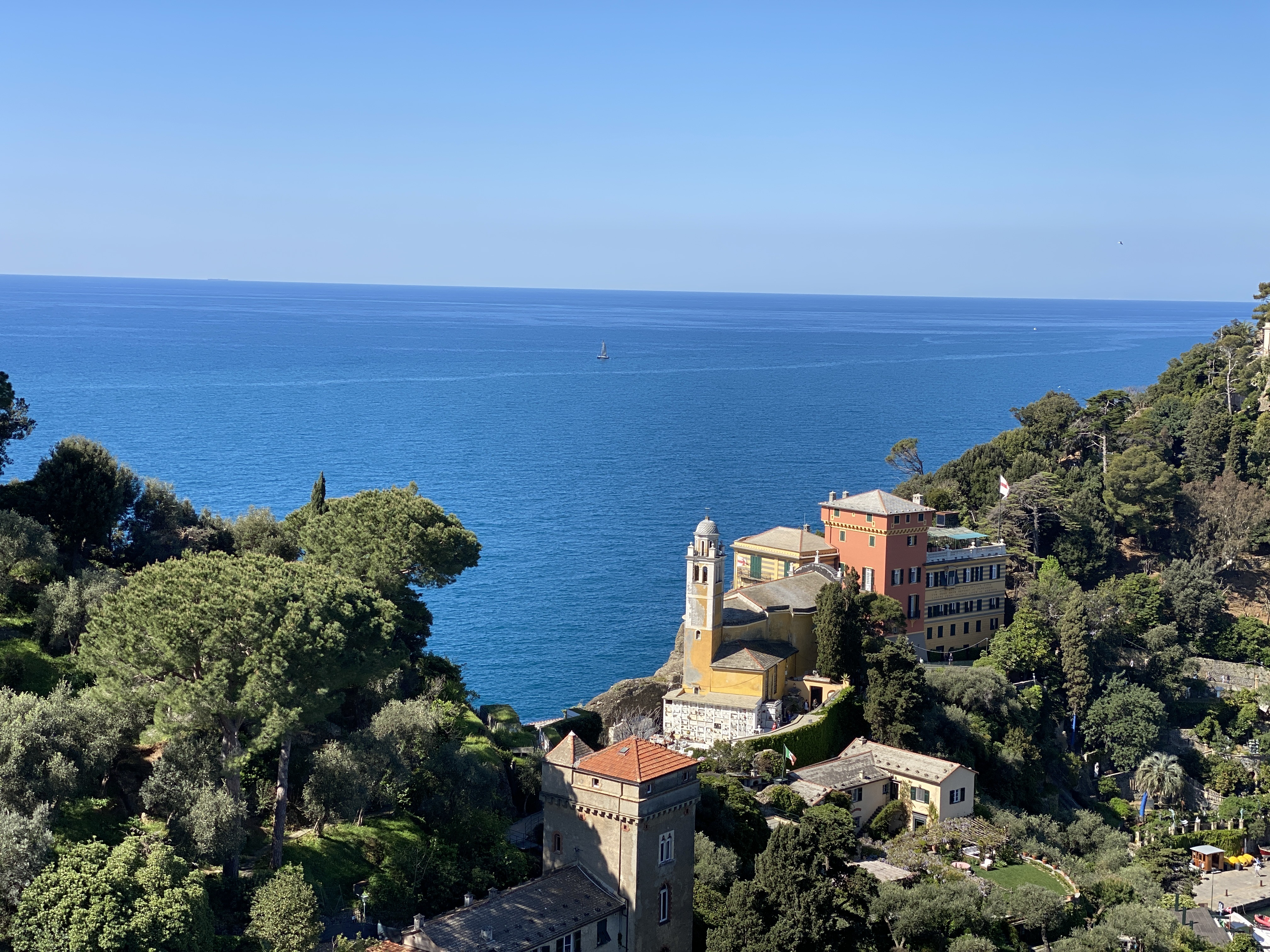
Il cimitero di Portofino e la chiesa di San Giorgio visti dalle mura del castello Brown

Per la sua estensione amministrativa, pari a 2,53 km², è il territorio comunale più piccolo del territorio metropolitano. Confina a nord con il comune di Santa Margherita Ligure, ad ovest con Camogli, e a sud e ad est è bagnato dal mar Ligure.

## Economia

### Turismo
Già borgo dedito alla pesca e coltivazione agricola, dal tempo del grande afflusso di ospiti stranieri - dapprima britannici e quindi tedeschi - sul finire dell'Ottocento e nei primi anni del Novecento l'economia di Portofino è strettamente legata al turismo.
Il comune e i suoi dintorni sono un'importante meta turistica in Liguria e in Italia, soprattutto per i flussi stranieri che segnalano la località per essere una fra le più gradevoli fra i porti del mar Mediterraneo.
Portofino è risultato il comune italiano con il più alto reddito pro capite (51 403 €) nell'anno 2014. Nel 2023 il reddito medio risulta il più alto in Italia, attestandosi a 90 610 €.

### Artigianato
L'artigianato locale è incentrato sulla storica arte tessile finalizzata alla realizzazione di merletti e di macramè.

## Infrastrutture e trasporti

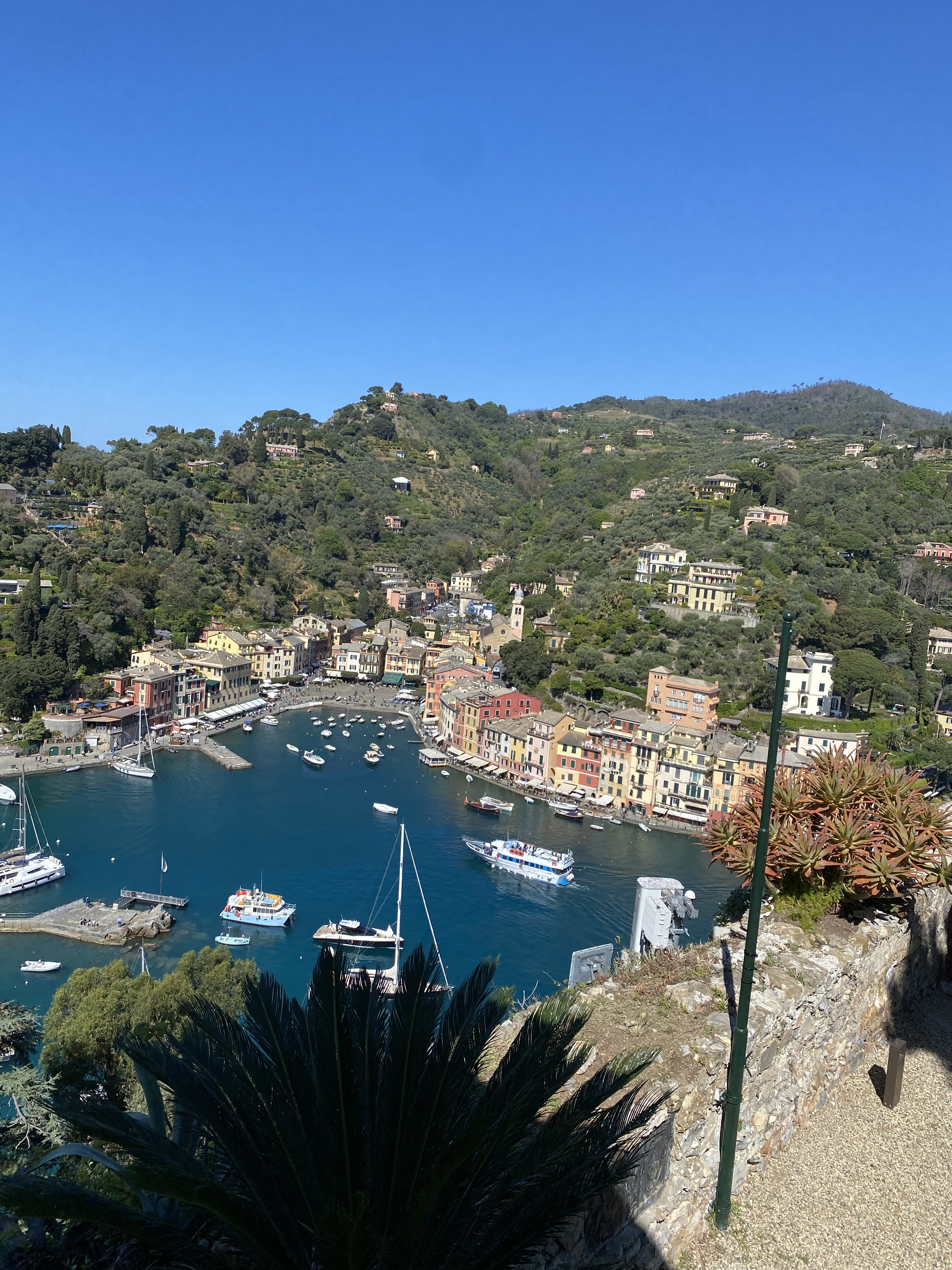
Vista di Portofino dalle mura del castello Brown

### Strade
A Portofino ha termine la strada provinciale 227 che permette l'unico collegamento carrabile con la vicina Santa Margherita Ligure. Un antico percorso pedonale, sulle alture, percorre il tragitto in forma non carrabile e permette inoltre il collegamento con vari comuni limitrofi tramite ramificazioni.

### Ferrovie
La stazione di Santa Margherita Ligure-Portofino, ubicata nel territorio di Santa Margherita Ligure, è la fermata ferroviaria più vicina sulla linea ferrovia Genova-Pisa.

### Linee marittime
Alternativa può essere il battello con partenze quasi ogni ora dalla passeggiata a mare di Rapallo con scalo a Santa Margherita Ligure. Qui effettua una piccola sosta necessaria allo sbarco e imbarco dei passeggeri per poi proseguire verso il borgo. Vi sono inoltre collegamenti anche con Camogli, la baia e relativa abbazia di San Fruttuoso e Genova.

### Mobilità urbana
Dal comune di Santa Margherita Ligure un servizio di trasporto pubblico locale gestito dall'AMT garantisce quotidiani collegamenti bus con Portofino.

## Amministrazione
| Periodo         | Periodo         | Primo cittadino      | Partito                                           | Carica         | Note   |
| --------------- | --------------- | -------------------- | ------------------------------------------------- | -------------- | ------ |
| 1975            | 1985            | Roberto D'Alessandro | PSI                                               | Sindaco        |        |
| 4 giugno 1985   | 1º giugno 1990  | Augusto Gazzolo      | Indipendente                                      | Sindaco        |        |
| 1º giugno 1990  | 24 aprile 1995  | Giovanni Artioli     | PSI                                               | Sindaco        |        |
| 24 aprile 1995  | 14 giugno 1999  | Giovanni Artioli     | Portus Delphyni (lista civica di centro-sinistra) | Sindaco        |        |
| 14 giugno 1999  | 14 giugno 2004  | Giovanni Artioli     | Portus Delphyni (lista civica di centro-sinistra) | Sindaco        |        |
| 14 giugno 2004  | 8 giugno 2009   | Giorgio Devoto       | Portus Delphyni (lista civica di centro-sinistra) | Sindaco        |        |
| 8 giugno 2009   | 26 ottobre 2009 | Giorgio D'Alia       | Tutti insieme (lista civica di centro-destra)     | Sindaco        | [ 23 ] |
| 27 ottobre 2009 | 16 maggio 2011  | Gabriella Bruzzone   |                                                   | Comm. straord. |        |
| 16 maggio 2011  | 5 giugno 2016   | Giorgio D'Alia       | Tutti insieme (lista civica di centro-destra)     | Sindaco        |        |
| 5 giugno 2016   | 4 ottobre 2021  | Matteo Viacava       | Tutti insieme (lista civica di centro-destra)     | Sindaco        |        |
| 4 ottobre 2021  | in carica       | Matteo Viacava       | Tutti insieme (lista civica di centro-destra)     | Sindaco        |        |

### Gemellaggi
Portofino è gemellata con:
- Cassis, dal 2012
- Courmayeur, dal 2019[24]
- Canazei, dal 2019[25]